# ويليام هالس ريفيرس ريفيرس
ويليام هالس ريفيرس ريفيرس (12 مارس 1864-4 يونيو 1922) عالم أنثروبولوجيا إنجليزي، وطبيب أعصاب، وعالم إثنولوجي وطبيب نفسي اشتهر بعلاج ضباط الحرب العالمية الأولى الذين عانوا من صدمة القصف حتى يتسنى إعادتهم للقتال، وهو زميل في جمعية لندن الملكية لتحسين المعرفة الطبيعية والمعهد الملكي للأنثروبولوجيا في بريطانيا العظمى وأيرلندا. كان شاعر الحرب سيغفريد ساسون أشهر مرضى ريفيرس، وظلا صديقين مقربين حتى وفاته المفاجئة.
طور ريفيرس خطوطًا جديدة للبحث النفسي خلال السنوات الأولى من القرن العشرين. كان أول من استخدم إجراء مزدوج التعمية في التحقيق في الآثار الجسدية والنفسية لاستهلاك الشاي والقهوة والكحول والمخدرات. أدار لفترة من الوقت مراكز للدراسات النفسية في كليّتين، وحصل على زمالة في كلية سانت جونز في كامبريدج. شارك أيضًا في بعثة جزر مضيق توريس عام 1898 وما تلاها من أعمال بارزة في موضوع القرابة.

## السيرة الذاتية

### الخلفية العائلية
ولد دبليو إتش آر ريفرز في عام 1864 في كونستيتيوشن هيل، تشاتام، كينت، وهو ابن إليزابيث (لقبها قبل الزواج هانت) (16 أكتوبر 1834 - 13 نوفمبر 1897) وهنري فريدريك ريفرز (7 يناير 1830 - 9 ديسمبر 1911).
تظهر السجلات من القرن الثامن عشر وأوائل القرن التاسع عشر أن عائلة ريفرز تنتمي إلى الطبقة المتوسطة، مع العديد من الروابط بكامبريدج وكنيسة إنجلترا والبحرية الملكية. كان الأعضاء البارزون ضمن العائلة البحار ويليام ريفرز وابنه، قائد البحرية ويليام ريفرز، وكلاهما خدم على متن السفينة إتش إم إس فيكتوري، سفينة نيلسون الرائدة.
كان كبير عائلة ريفرز هو البحار الرئيسي على متن السفينة فيكتوري. وقد احتفظ بكتاب مذكرات (كناشة) (محفوظ الآن في مكتبة المتحف البحري الملكي في بورتسموث)؛ وقد كشف عن أفكار العديد من البحارة الذين كانوا على متن فيكتوري. 
كان ابنه ميدشيبمان ريفرز، الذي ادعى أنه «الذي أطلق النار على الرجل الذي أصاب اللورد نيلسون بجروح قاتلة»، نموذجًا للبطولة في معركة ترافالغار. وقد كاد ضابط البحرية البالغ من العمر سبعة عشر عامًا أن يفقد قدمه عندما أصابته قنبلة يدوية؛ وبقيت معلقة به «بقطعة من الجلد تصل إلى 4 بوصات فوق الكاحل». وطلب ريفرز أولًا حذائه، ثم طلب من رفيقه البحار الاعتناء بالبنادق، وأخبر الكابتن هاردي أنه ذاهب إلى قمرة القيادة. وتحمل بتر ساقه أربع بوصات تحت الركبة دون تخدير. ووفقًا للأسطورة، لم يصرخ مرة واحدة خلال ذلك ولا أثناء إغلاق الجرح بالقطران الساخن. عندما ذهب البحار ريفرز، قلقًا بشأن صحة ابنه، إلى قمرة القيادة ليسأل عنه، صرخ ابنه «أنا هنا يا أبي، ليس بي شيء؛ فقدت ساقي فقط في سبيل قضية وجيهة». 

بعد المعركة كتب كبير أسرة ريفرز قصيدة عن ابنه الرائع بعنوان «سطور عن رجل نبيل فقد ساقه على متن فيكتوري خلال المعركة المجيدة في ترافالغار»:
لتبارك كل راحة حياتك المستقبلية،
ولتخفف همومك زوجة محبة وحنونة.
من منكم لم يمت بحرية،

لإنقاذ الشجاع نيلسون هناك فخر البلد العزيز.
ولد هنري فريدريك ريفيرز للملازم ويليام ريفرز من البحرية الملكية وزوجته في دتفورد، وتبع تقاليد العائلة ليتعلم في كلية الثالوث في كامبريدج ويدخل الكنيسة. وبعد حصوله على بكالوريوس الآداب عام 1857، رُسم كاهنًا في كنيسة إنجلترا عام 1858، وكان له مهنة امتدت لما يقرب من 50 عامًا. وفي عام 1904، أُجبر على تقديم استقالته بسبب «ضعف البصر والذاكرة». 
في عام 1863، أصبح هنري ريفرز راعي الأبرشية في تشاتام بالإضافة إلى كونه قسيسًا لاتحاد ميدواي، ثم تزوج بإليزابيث هانت، التي كانت تعيش مع شقيقها جيمس في هاستينغز، ليس بعيدًا عن تشاتام. وجرى تعيينه لاحقًا ضمن رعاة الأبرشية في كينت في سانت ماري وتشاتام (1863-1869) وتوديلي (1877-1880) وأوفهام (1880-1889)، ثم كاهنًا في سانت فيث، ميدستون من عام 1889 حتى عام 1904.
تأسست عائلة هانت، مثل عائلة ريفرز، من خلال روابط بالبحرية وكنيسة إنجلترا. كان توماس (1802-1851) واحدًا من أولئك الذين جرى تعيينهم على المنبر، ولكن بعض الأفكار الأصيلة جعلته ينطلق في مهنة غير عادية. عندما كان توماس هانت طالبًا جامعيًا في جامعة كامبريدج، كان لديه صديق يتلعثم بشدة، وقد دفعته جهوده لمساعدة الطالب المتضرر إلى مغادرة الجامعة دون الحصول على شهادة من أجل إجراء دراسة شاملة للكلام وعيوبه. وكون ممارسة جيدة كمعالج نطق وكان تحت رعاية السير جون فوربس الطبيب الزميل في الجمعية الملكية. وأحال فوربس التلاميذ إليه لمدة أربعة وعشرين عامًا. وجاءت أشهر حالة لهانت في عام 1842. جرى تقديم جورج بيرسون، الشاهد الرئيسي في قضية تتعلق بمحاولة جون فرانسيس للهجوم على الملكة فيكتوريا، إلى المحكمة لكنه لم يكن قادرًا على الإدلاء بشهادته. بعد تعليمات لمدة أسبوعين من هانت، تحدث بسهولة، وهي حقيقة مصدق عليها من قبل القاضي في المحاكمة. توفي هانت في عام 1851، لتبق بعده زوجته ماري وطفلاهما. وانتقلت مهنته إلى ابنه جيمس. 
كان جيمس هانت (1833-1869) شخصية مليئة بالحيوية، إذ أعطى لكل من مشاريعه طاقته غير المحدودة وثقته بنفسه. أخذ إرث والده بحماس كبير، بحلول سن 21، نشر هانت عمله المختصر، التلعثم والتأتأة، طبيعتهما وعلاجهما. ونشر عبر ست طبعات خلال حياته وأعيد طبعه مرة أخرى في عام 1870، بعد وفاته مباشرة، وللمرة الثامنة في عام 1967 كمعلم بارز في تاريخ علاج النطق. وفي مقدمة إصدار عام 1967 من الكتاب، يشير إليوت شافر إلى أنه في حياته القصيرة، قيل إن جيمس هانت عالج أكثر من 1700 حالة من حالات إعاقة الكلام، أولًا عند والده ثم في معهده الخاص، أوري هاوس بالقرب من هاستينغ. وأسس معهده بمساعدة الدكتوراه التي اشتراها عام 1856 من جامعة غيسن في ألمانيا.
في وقت لاحق بدأت الإصدارات الموسعة من التلعثم والتأتأة تعكس شغف هانت المتزايد للأنثروبولوجيا لاستكشاف طبيعة استخدام اللغة واضطرابات الكلام لدى الشعوب غير الأوروبية. وفي عام 1856 انضم هانت إلى الجمعية الأثنولوجية في لندن وبحلول عام 1859 أصبح أمينها المشترك. لكن العديد من الأعضاء كرهوا هجماته على الوكالات الدينية والإنسانية المتمثلة في المبشرين والحركة المناهضة للعبودية.
ونتيجة لهذا العداء، أسس هانت الجمعية الأنثروبولوجية وأصبح رئيسها. وبعد ما يقرب من 60 عامًا، اختير ابن أخته دبليو إتش أر ريفرز لهذا المنصب. وكانت جهود هانت جزءًا لا يتجزأ من الجمعية البريطانية لتقدم العلوم (باس) التي قبلت الأنثروبولوجيا في عام 1866 كمنهج.
حتى وفقًا للمعايير الفيكتورية، كان هانت عنصريًا واضحًا. قوبلت ورقته «حول مكان الزنجي في الطبيعة»، والتي جرى تسليمها أمام الجمعية البريطانية لتقدم العلوم في عام 1863، بالاستهجان والاحتجاج. ما اعتبره هانت «بيانًا للحقائق البسيطة» اعتبره الآخرون دفاعًا عن خضوع وعبودية الأفارقة في الأمريكيتين، ودعمًا للإيمان بتعددية الجنس البشري. 
بالإضافة إلى آرائه المتطرفة فقد قاد هانت المجتمع إلى تحمل ديون ثقيلة. ودار جدل حول سلوكه وصحته، وفي 29 أغسطس 1869 توفي هانت بسبب «التهاب في الدماغ». وخلف أرملته هنريتا ماريا وخمسة أطفال.
نقلت ممارسته لعلاج النطق إلى صهر هانت، هنري ريفرز، الذي كان يعمل معه لبعض الوقت. ورث ريفرز العديد من مرضى هانت، وأبرزهم القس تشارلز إل دودجسون (المعروف باسم لويس كارول)، الذي كان زائرًا منتظمًا لأوري هاوس.
ترك هانت كتبه لابن أخته ويليام ريفرز، الذي رفضها معتقدًا أنها لن تفيده.